# كهف كاساريس
كهف كاساريس (بالإسبانية: Cueva de los Casares)‏ هو كهف يقع في مقاطعة وادي الحجارة، التابعة لمنطقة قشتالة في إسبانيا، اكتشف في عام 1933، ويحتوي على عدد من رسوم الكهوف التي تعود إلى العصر الحجري القديم، تمثل الفهم البشري المبكر للعملية الإنجابية، والتي تتمثل بصور للجماع، والحمل والولادة والحياة الأسرية، كما ظهر الماموث والعديد من الحيوانات الأخرى بشكل متكرر في الرسوم، وقد اُعلِن كموقع ذا أهمية ثقافية في عام 1935.